# Ars (Creuse)
Pour les articles homonymes, voir Ars.
Ars est une commune française située dans le département de la Creuse, en région Nouvelle-Aquitaine.

## Géographie

### Hameaux
- Villages et lieux-dits de la commune d'Ars : Arfeuille, La Besse, Le Breuil, Champeauvier, Le Châtelard, Le Cher/Cheix, Chermaud/Chermeaux, Conchas, Le Couvaud, La Garde, Grandessard, Le Liboulier, Lidorot, La Lizolle, Maneyraux, Le Monteil, Moulin-de-La-Borne, Nizerolles, Peyreladas, Le Puy, Le Puy-de-Semenon, Quéraud, Sémenon, Treix, la Tuilerie d'Ars, La Vallade-Basse, La Vallade-d'Ars, Villeloube, Villesauveix, Voutouéry, Védignat, l'Oiseau-Blanc, Les Farges.

### Communes limitrophes
| Fransèches               | Saint-Martial-le-Mont |                          |
| Saint-Avit-le-Pauvre     | Ars                   | Saint-Médard-la-Rochette |
| Saint-Sulpice-les-Champs | Blessac               |                          |

### Climat
Pour des articles plus généraux, voir Climat de la Nouvelle-Aquitaine et Climat de la Creuse.
Historiquement, la commune est exposée à un climat montagnard.  
En 2020, Météo-France publie une typologie des climats de la France métropolitaine dans laquelle la commune est exposée à un climat de montagne et est dans la région climatique Ouest et nord-ouest du Massif Central, caractérisée par une pluviométrie annuelle de 900 à 1 500 mm, maximale en automne et en hiver.
Pour la période 1971-2000, la température annuelle moyenne est de 10,2 °C, avec  une amplitude thermique annuelle de 14,8 °C. Le cumul annuel moyen de précipitations est de 1 065 mm, avec 12,6 jours de précipitations en janvier et 8,1 jours en juillet. Pour la période 1991-2020, la température moyenne annuelle observée sur la station météorologique la plus proche, située sur la commune d'Aubusson à 9 km à vol d'oiseau, est de 10,1 °C et le cumul annuel moyen de précipitations est de 939,1 mm,. Pour l'avenir, les paramètres climatiques de la commune estimés pour 2050 selon différents scénarios d’émission de gaz à effet de serre sont consultables sur un site dédié publié par Météo-France en novembre 2022.

## Urbanisme

### Typologie
Au 1er janvier 2024, Ars est catégorisée commune rurale à habitat très dispersé, selon la nouvelle grille communale de densité à 7 niveaux définie par l'Insee en 2022.
Elle est située hors unité urbaine. Par ailleurs la commune fait partie de l'aire d'attraction d'Aubusson, dont elle est une commune de la couronne,. Cette aire, qui regroupe 34 communes, est catégorisée dans les aires de moins de 50 000 habitants,.

### Occupation des sols
L'occupation des sols de la commune, telle qu'elle ressort de la base de données européenne d’occupation biophysique des sols Corine Land Cover (CLC), est marquée par l'importance des territoires agricoles (73,3 % en 2018), en augmentation par rapport à 1990 (65,2 %). La répartition détaillée en 2018 est la suivante : 
prairies (61,2 %), forêts (26,7 %), zones agricoles hétérogènes (12,1 %). L'évolution de l’occupation des sols de la commune et de ses infrastructures peut être observée sur les différentes représentations cartographiques du territoire : la carte de Cassini (XVIIIe siècle), la carte d'état-major (1820-1866) et les cartes ou photos aériennes de l'IGN pour la période actuelle (1950 à aujourd'hui).

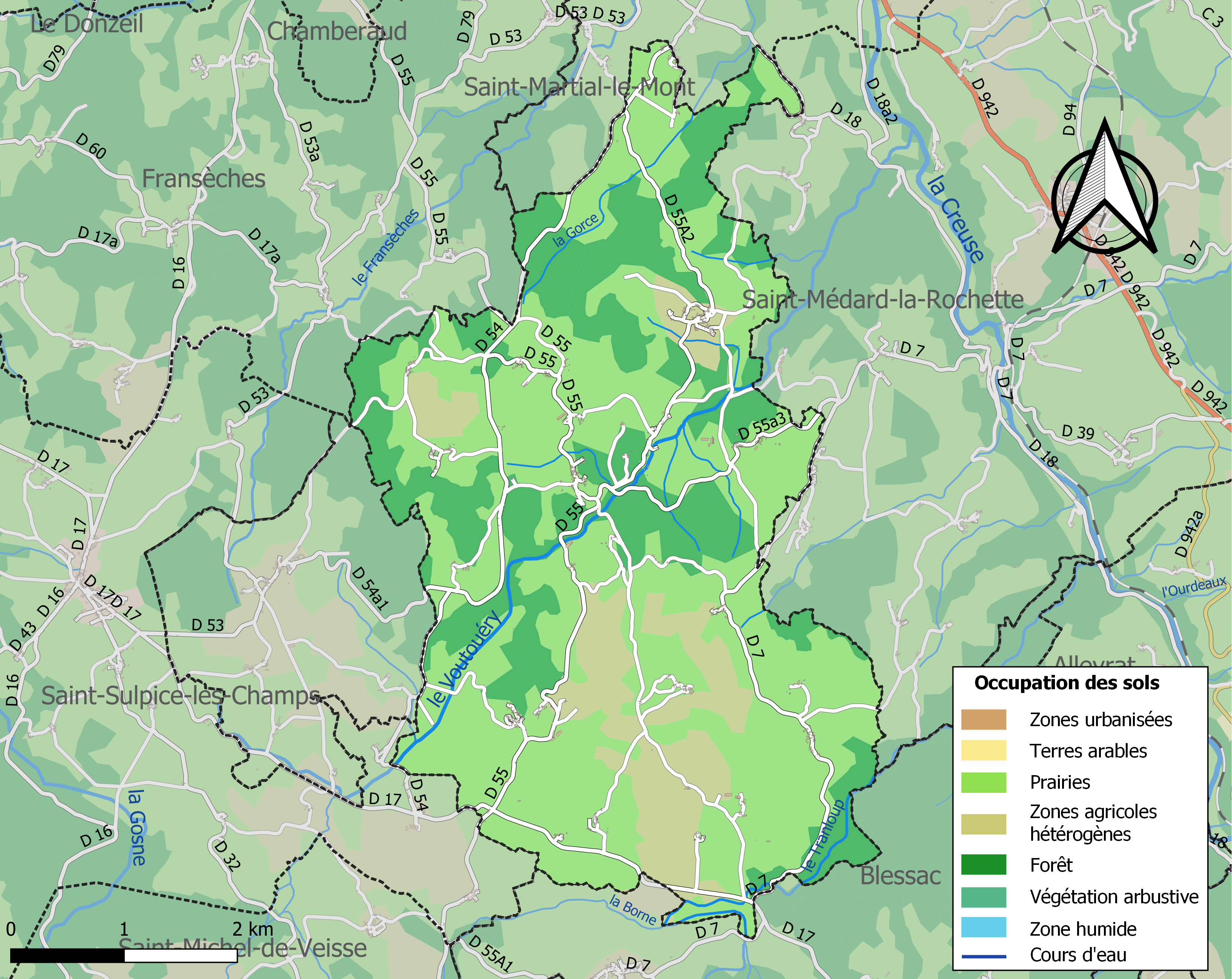
Carte des infrastructures et de l'occupation des sols de la commune en 2018 (CLC).

### Risques majeurs
Le territoire de la commune d'Ars est vulnérable à différents aléas naturels : météorologiques (tempête, orage, neige, grand froid, canicule ou sécheresse) et séisme (sismicité faible). Il est également exposé à un risque particulier : le risque de radon. Un site publié par le BRGM permet d'évaluer simplement et rapidement les risques d'un bien localisé soit par son adresse soit par le numéro de sa parcelle.

#### Risques naturels

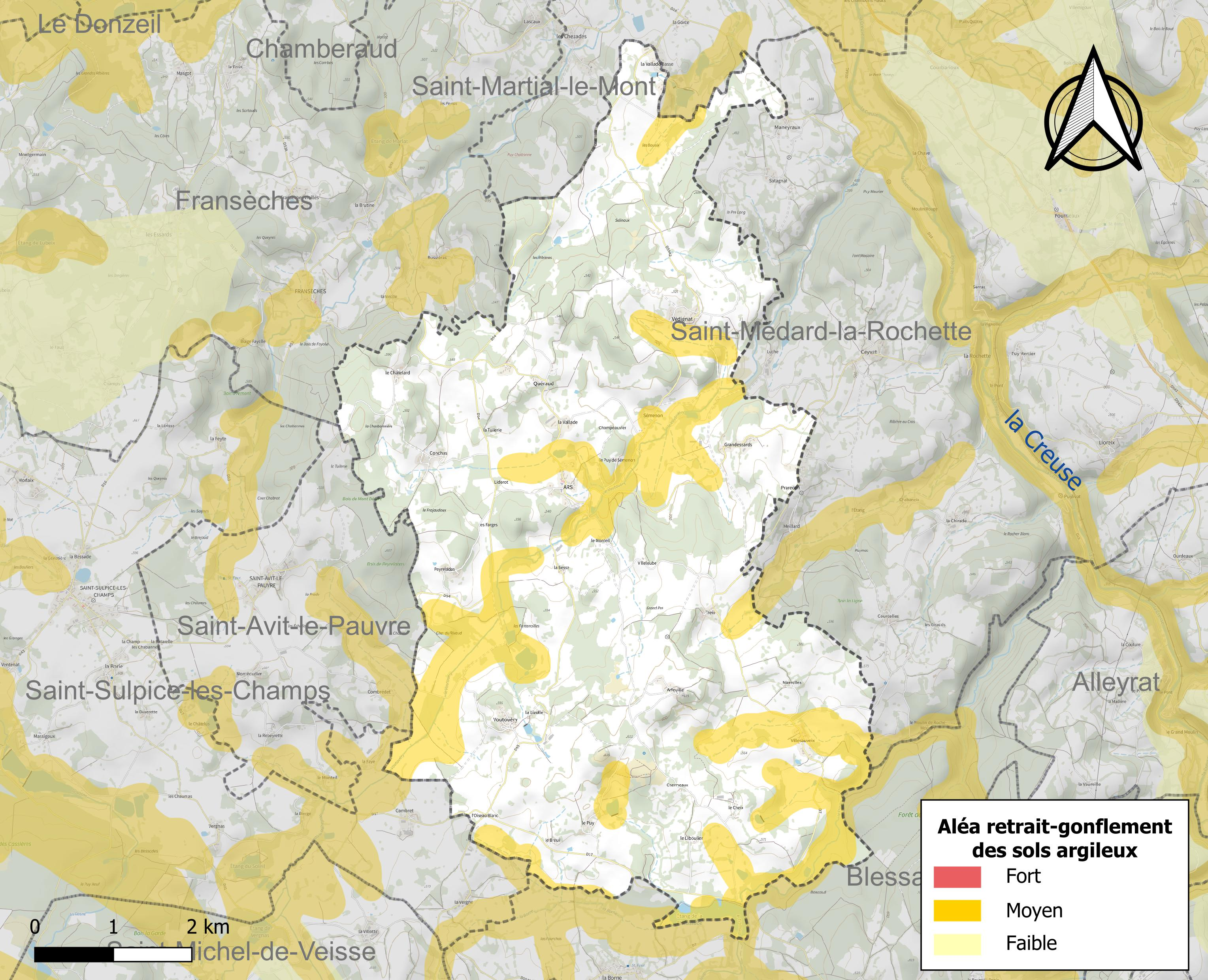
Carte des zones d'aléa retrait-gonflement des sols argileux d'Ars.

Le retrait-gonflement des sols argileux est susceptible d'engendrer des dommages importants aux bâtiments en cas d’alternance de périodes de sécheresse et de pluie. 20,3 % de la superficie communale est en aléa moyen ou fort (33,6 % au niveau départemental et 48,5 % au niveau national). Sur les 238 bâtiments dénombrés sur la commune en 2019,  37 sont en aléa moyen ou fort, soit 16 %, à comparer aux 25 % au niveau départemental et 54 % au niveau national. Une cartographie de l'exposition du territoire national au retrait gonflement des sols argileux est disponible sur le site du BRGM,.
Par ailleurs, afin de mieux appréhender le risque d’affaissement de terrain, l'inventaire national des cavités souterraines permet de localiser celles situées sur la commune.
La commune a été reconnue en état de catastrophe naturelle au titre des dommages causés par les inondations et coulées de boue survenues en 1982 et 1999. Concernant les mouvements de terrains, la commune a été reconnue en état de catastrophe naturelle au titre des dommages causés par des mouvements de terrain en 1999.

#### Risque particulier
Dans plusieurs parties du territoire national, le radon, accumulé dans certains logements ou autres locaux, peut constituer une source significative d’exposition de la population aux rayonnements ionisants. Certaines communes du département sont concernées par le risque radon à un niveau plus ou moins élevé. Selon la classification de 2018, la commune d'Ars est classée en zone 3, à savoir zone à potentiel radon significatif.

## Histoire
Ars dépendait de la châtellenie d'Ahun. L'évêque de Limoges donne l'église d'Ars (ecclesiam des Arcs) à l'abbaye de Saint-Martial.

## Politique et administration

### Liste des maires
À l'issue des élections municipales de mars 2008, Denis Sarty a été élu maire de la commune par le nouveau conseil municipal.
| Période                                  | Période  | Identité        | Étiquette | Qualité       |
| ---------------------------------------- | -------- | --------------- | --------- | ------------- |
| 1977                                     | 1983     | Gabriel Vergne  | PCF       | Retraité RATP |
| 1983                                     | 1987     | Henri Thonnet   |           |               |
| 1987                                     | 1996     | Raymond Mourlon |           |               |
| 1996                                     | 2008     | André Barraud   |           |               |
| mars 2008                                | En cours | Denis Sarty     | DVD       | Agriculteur   |
| Les données manquantes sont à compléter. |          |                 |           |               |

## Démographie
L'évolution du nombre d'habitants est connue à travers les recensements de la population effectués dans la commune depuis 1793. Pour les communes de moins de 10 000 habitants, une enquête de recensement portant sur toute la population est réalisée tous les cinq ans, les populations de référence des années intermédiaires étant quant à elles estimées par interpolation ou extrapolation. Pour la commune, le premier recensement exhaustif entrant dans le cadre du nouveau dispositif a été réalisé en 2008.

En 2022, la commune comptait 236 habitants, en évolution de −5,98 % par rapport à 2016 (Creuse : −3,32 %, France hors Mayotte : +2,11 %).
| 1793  | 1800  | 1806  | 1821  | 1831  | 1836  | 1841  | 1846  | 1851  |
| ----- | ----- | ----- | ----- | ----- | ----- | ----- | ----- | ----- |
| 1 139 | 1 061 | 1 065 | 1 191 | 1 255 | 1 115 | 1 163 | 1 202 | 1 174 |

| 1856  | 1861  | 1866  | 1872  | 1876  | 1881  | 1886  | 1891  | 1896  |
| ----- | ----- | ----- | ----- | ----- | ----- | ----- | ----- | ----- |
| 1 097 | 1 059 | 1 081 | 1 032 | 1 015 | 1 014 | 1 006 | 1 009 | 1 004 |

| 1901 | 1906 | 1911 | 1921 | 1926 | 1931 | 1936 | 1946 | 1954 |
| ---- | ---- | ---- | ---- | ---- | ---- | ---- | ---- | ---- |
| 931  | 964  | 875  | 817  | 701  | 619  | 615  | 540  | 459  |

| 1962 | 1968 | 1975 | 1982 | 1990 | 1999 | 2006 | 2008 | 2013 |
| ---- | ---- | ---- | ---- | ---- | ---- | ---- | ---- | ---- |
| 397  | 336  | 265  | 250  | 247  | 247  | 251  | 252  | 260  |

| 2018 | 2022 | - | - | - | - | - | - | - |
| ---- | ---- | - | - | - | - | - | - | - |
| 238  | 236  | - | - | - | - | - | - | - |

## Culture locale et patrimoine

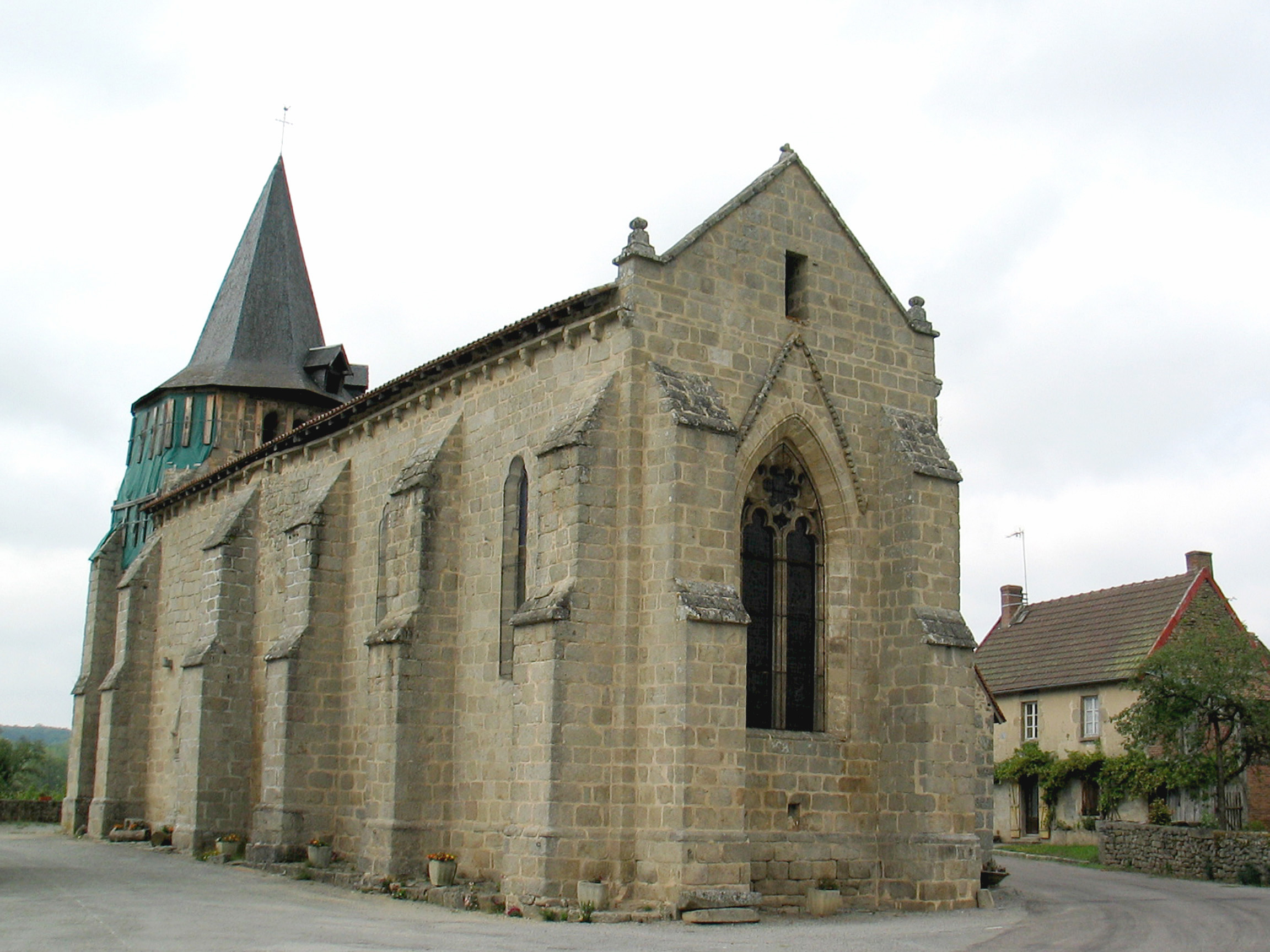
Église Saint-Barthélemy.

### Lieux et monuments
- Église Saint-Barthélemy, construite au XIIIe siècle, régulièrement modifiée, classée monument historique en 1983[23] ;
- Villa gallo-romaine. Elle se trouve à Védignat à environ 2,5 km d'Ars ;
- Deux châteaux du Moyen Âge ;
- Souterrains ;
- Maisons anciennes du XVIIe siècle.

### Personnalités liées à la commune
- Jacoba Haas (1946-2018), peintre hollandaise ayant vécu au hameau de Védignat.

### Héraldique
| Blason de Ars | Blason  | Parti : au 1er d'azur semé de fleur de lys d'or, à la bande de gueules chargée de trois lions léopardés d'argent, au 2d coupé au I de sinople à une vache paissant de tenné* en chef et à une brebis d'argent en pointe, au II d'argent à une feuille de chêne de sinople posée en barre. |
| Blason de Ars | Détails | * Il y a là non-respect de la règle de contrariété des couleurs : ces armes sont fautives (tenné sur sinople). Le statut officiel du blason reste à déterminer. |